# Leonce a Lena
Leonce a Lena je komedie německého spisovatele Georga Büchnera (1813–1837), která se může jevit jako nezávazná veselohra, ve skutečnosti se však jedná o politickou satiru. Dílo bylo napsáno na jaře roku 1836 a Büchner se s ním chtěl zúčastnit soutěže vyhlášené vydavatelstvím Cotta´sche Verlagsbuchhandlung. Bohužel zmeškal uzávěrku a rukopis obdržel zpět nepřečtený. Na jeviště byla hra poprvé uvedena o téměř 60 let později, 31. května 1895, při představení v přírodě mnichovského divadelního spolku „Intimes Theater“ pod režií Ernsta von Wolzogen.

## Obsah
Melancholický, stále zasněný princ Leon z království Popo (něm. Prdelka – výsměch německým ministátům s jejich teritoriální malostí a intelektuální omezeností) se nudí: „Můj život na mě zívá, jak velký bílý list papíru, který mám popsat, a přitom ze sebe nedokážu dostat slabiku.“ Také vztah ke krásné tanečnici Rosettě ho spíše unavuje, než vzrušuje. Pouze v umírání této lásky nalézá ještě určité kouzlo. I přes své mládí má pocit, že už má vrchol života za sebou: „Má hlava je prázdný sál, pár odkvetlých růží a pomačkané stuhy na podlaze, prasklé housle v koutě, poslední tanečníci sundali masky a hledí na sebe znavenýma očima.“
Náhle je postaven svým otcem, králem Petrem, před hotovou věc: Leonce se má oženit s pro něj naprosto neznámou princeznou Lenou z království Pipi. Neochotný vstoupit do svazku manželského utíká do Itálie, aby se tam oddával po zbytek svého života sladkému nicnedělání („o dolce far niente“). Na své cestě je doprovázen svým věrným, avšak lenivým sluhou Valeriem, který, podobně jako Sancho Pansa, stále lehce přiopilý a věčně hladový požitkář, přivádí svého idealisticky zasněného pána zpět do reality. Král Petr, zdánlivě osvícený, ve skutečnosti však naprosto bezduchý absolutistický monarcha, povolá mezitím státní radu, aby dal na vědomí své rozhodnutí, že chce syna oženit. A přitom opět podává důkaz o své bezmezné ignoranci, inkompetenci a duševním pomatení.
Na cestě do Itálie potkávají Leonce a Valerio „náhodně“ dvě dámy: Princeznu Lenu, která je taktéž na útěku, protože se obává sňatku s nemilovaným mužem, a její guvernantku, která hraje pro Lenu obdobně burleskní roli jako Valerio pro Leonce. Aniž by princ s princeznou tušili, že před sebou mají své zaslíbené protějšky, zamilují se do sebe. Fascinován Leniným krásným smutkem a přemožen svými romantickými city, chce Leonce v momentě skočit do nejbližší řeky. Odradí ho od toho však Valerio, který tragiku sebevraždy zesměšní a jízlivě žádá prince, aby ho ušetřil té „důstojnické lásky“. A místo sebevraždy, aby ti dva melancholici raději uzavřeli pevný sňatek a zestárli spolu. Slibuje, že nutná opatření k bezproblémovému zaranžování sňatku na dvoře ženicha vezme do rukou sám.
V království Popo zkouší ceremoniář s prostým lidem slavnostní uvítání očekávaného svatebního páru – sarkastická a zároveň cynická scéna poukazující na bídu obyčejných lidí a aristokratickou aroganci. V zámku, ze kterého může člověk přehlédnout celé království, jsou král a jeho družina stále neklidnější, protože se ztratil princ a hrozí, že svatba skončí fiaskem. Tu se však na hranici říše objeví čtyři postavy. Milostný pár Leonce a Lena se převlékli k nepoznání a jsou Valeriem vychvalováni jako „dva světoznámé automaty“, kteří umějí napodobovat všechny lidské funkce. Král Petr se na základě toho rozhodne pořádat svatbu „v zástupu“, kdy roboti budou představovat ženicha a nevěstu. Na konci obřadu se pár odmaskuje a zjistí, že své otce geniálně nepřevezli, jak původně zamýšleli, nýbrž že se naopak nevyhnuli svému vlastnímu osudu. Leonce je touto „prozřetelností“ nadšený a akceptuje se zoufale komickou ironií svůj osud vládce nad říší otupěle poslušných poddaných. Také Lena akceptuje svou roli. Valerio, který je jmenován ministrem za zásluhy při zaranžování Leoncovy svatby, zesměšní navíc situaci tím, že nakáže, aby současný pořádek upadl v chaos a byl znovunastolen pouze na základě osobní chuti.
Büchnerova komedie je plná ironie a her se slovy, bravurně vykreslených absurdit a popisu dekadence aristokracie, která pohrdá prací svých poddaných.